# 身体崇拜
身体崇拜（英语：Body worship），为一个人崇拜另一个人身体的一部分，通常出现在BDSM的顺从。

## 类型
- 阴茎崇拜，一般描述为顺从方对合作伙伴的阴茎性上瘾。在BDSM的实践中，顺从方亲吻或舔合作伙伴的阴茎时。由于通常顺从方会跪着或在一个比合作伙伴低的位置，所以会被视为侮辱人格的形式。
- 阴道崇拜（或口服劳役）大致描述了顺从者性迷恋阴道和/或合作伙伴的肛门。相关行为亲吻和舔主要合作伙伴的阴道和/或肛门以及颜面骑乘或。
- 屁股崇拜
- 胸部崇拜
- 恋足
- 肌肉崇拜